# Mistrzostwa Włoch w piłce nożnej (1899)
Mistrzostwa Włoch w piłce nożnej 1899 (wł. Campionato Italiano di Football) – były drugą edycją najwyższej klasy mistrzostw Włoch w piłce nożnej organizowanych przez FIF, które odbyły się od 2 kwietnia 1899 do 16 kwietnia 1899. Mistrzem została Genoa CFC, zdobywając swój drugi tytuł.

## Organizacja
Do mistrzostw dołączył nowy klub: Pro Liguria.

## Kluby startujące w sezonie
| Klub                  | Miasto | Region  |
| --------------------- | ------ | ------- |
| Genoa CFC             | Genua  | Liguria |
| RS Ginnastica Torino  | Turyn  | Piemont |
| Internazionale Torino | Turyn  | Piemont |
| Pro Liguria           | Genua  | Liguria |
| FBC Torinese          | Turyn  | Piemont |

## Kwalifikacje

### Liguria
Mecz rundy eliminacji Ligurii pomiędzy Genoa CFC a Pro Liguria został zaplanowany w Genui 26 marca 1899 roku o godzinie 15:30 na boisku Ponte Carrega. Po początkowym przełożeniu na 27 marca o 15:00, oficjalny mecz nie był już rozgrywany po wycofaniu Pro Liguria. W jego miejsce odbył się towarzyski mecz pomiędzy dwoma zespołami, wygrany 3:1 przez genueńczyków.

### Piemont
Mecze rozgrywano na Campo Piazza d’Armi w Turynie.
2 kwietnia
Ginnastica Torino - FBC Torinese 2:0 (dogr.). Obydwie bramki zdobył Red.
9 kwietnia
Internazionale Torino - Ginnastica Torino 2:0. Zwycięskie bramki strzelili: Bosio i Weber

## Finał
16 kwietnia, stadion Ponte Carrega w Genui.
Genoa CFC - Internazionale Torino 3:1. Bramki dla zwycięzców: James Richardson Spensley, Henri Dapples, Norman Victor Leaver; dla pokonanych - Weber.
Genoa CFC została mistrzem Włoch. Ostatni mecz rozegrała w składzie: James Richardson Spensley, Ernesto De Galleani, Fausto Ghigliotti, Edoardo Pasteur I, Norman Victor Leaver, Ernesto Pasteur II, Passadoro, Arkless, Henri Dapples, Deteindre, Walter Agar.